# 桔刺皮節蜱
桔刺皮節蜱（学名：Aculops pelekassi）为節蜱科刺皮節蜱屬下的一个种。